# Belgentier
Belgentier est une commune française située dans le département du Var en région Provence-Alpes-Côte d'Azur.
Ses habitants sont appelés les Belgentiérois(es).

## Géographie

### Localisation
Commune située à 22,7 km de Toulon, 24,3 de Hyères et 88 de Marseille.

### Lieux-dits et hameaux
La commune comporte plusieurs lieux-dits :
- les Beaumettes ;
- la Colle ;
- Saint Joseph ;
- la Rouvière ;
- les Blétonèdes.

### Géologie et relief
Le village est construit dans la vallée du Gapeau, qui traverse la commune du nord-ouest au sud-est.
Les collines qui bordent la vallée culminent entre 320 et 360 mètres.
Le val d'Issole, vallonné de collines boisées sur 4 Intercommunalités : Val d’Issole, Comté de Provence, Cœur du Var, Vallée du Gapeau, regroupant 27 communes dont Solliès-Toucas.
Quatre ZNIEFF.

### Sismicité
Commune située dans une zone 2, de sismicité faible,.

### Hydrographie et les eaux souterraines
Belgentier est traversé par :
- le Gapeau[6], fleuve côtier varois,
- ainsi que par les ruisseaux des Fougélys, des Roubins, de Rénégon et de Vigne Fer.

### Voies de communications et transports

#### Voies routières
La commune de Belgentier est accessible par la route départementale 554, entre Méounes-lès-Montrieux et Solliès-Toucas. L'autoroute A57, qui passe à 7,5 km du centre du village, dessert les trois Solliès, ainsi que Belgentier, par la sortie  8.

#### Transports en commun
- Transport en Provence-Alpes-Côte d'Azur

Commune desservie par le réseau régional de transports en commun Zou !. Les collectivités territoriales ont en effet mis en œuvre un « service de transports à la demande » (TAD), réseau régional Zou !.

##### Transports urbains
Belgentier est desservie par trois lignes de bus, reliant le village aux communes voisines :
- Saint-Maximin-la-Sainte-Baume - Belgentier - Toulon ;
- Brignoles - Belgentier - Toulon ;
- Méounes-lès-Montrieux - Belgentier - Hyères.

#### Lignes SNCF
- La gare TGV la plus proche est la Gare de Toulon,
- Gare de Marseille-Saint-Charles.

#### Transports aériens
Les aéroports les plus proches sont :
- l'aéroport le plus proche est l' Aéroport de Toulon-Hyères,
- l'Aéroport de Marseille Provence.

### Communes limitrophes
| Méounes-lès-Montrieux | Méounes-lès-Montrieux | Cuers          |
| Méounes-lès-Montrieux | Belgentier            | Cuers          |
| Solliès-Toucas        | Solliès-Toucas        | Solliès-Toucas |

### Climat
Pour des articles plus généraux, voir Climat de Provence-Alpes-Côte d'Azur et Climat du Var.
En 2010, le climat de la commune est de type climat méditerranéen franc, selon une étude du Centre national de la recherche scientifique s'appuyant sur une série de données couvrant la période 1971-2000. En 2020, Météo-France publie une typologie des climats de la France métropolitaine dans laquelle la commune est exposée à un climat méditerranéen et est dans la région climatique  Provence, Languedoc-Roussillon, caractérisée par une pluviométrie faible en été, un très bon ensoleillement (2 600 h/an), un été chaud (21,5 °C), un air très sec en été, sec en toutes saisons, des vents forts (fréquence de 40 à 50 % de vents > 5 m/s) et peu de brouillards. 
Pour la période 1971-2000, la température annuelle moyenne est de 14,2 °C, avec une amplitude thermique annuelle de 15,7 °C. Le cumul annuel moyen de précipitations est de 829 mm, avec 6 jours de précipitations en janvier et 1,7 jours en juillet. Pour la période 1991-2020, la température moyenne annuelle observée sur la station météorologique de Météo-France la plus proche, « Cuers », sur la commune de Cuers à 6 km à vol d'oiseau, est de 15,5 °C et le cumul annuel moyen de précipitations est de 778,9 mm. 
La température maximale relevée sur cette station est de 41,3 °C, atteinte le 5 août 2017 ; la température minimale est de −9,3 °C, atteinte le 11 février 2012,,. 
Les paramètres climatiques de la commune ont été estimés pour le milieu du siècle (2041-2070) selon différents scénarios d'émission de gaz à effet de serre à partir des nouvelles projections climatiques de référence DRIAS-2020. Ils sont consultables sur un site dédié publié par Météo-France en novembre 2022.

## Urbanisme

### Typologie
Au 1er janvier 2024, Belgentier est catégorisée bourg rural, selon la nouvelle grille communale de densité à sept niveaux définie par l'Insee en 2022.
Elle appartient à l'unité urbaine de Toulon, une agglomération inter-départementale regroupant 27  communes, dont elle est une commune de la banlieue,,. Par ailleurs la commune fait partie de l'aire d'attraction de Toulon, dont elle est une commune de la couronne,. Cette aire, qui regroupe 35 communes, est catégorisée dans les aires de 200 000 à moins de 700 000 habitants,.

### Occupation des sols
L'occupation des sols de la commune, telle qu'elle ressort de la base de données européenne d’occupation biophysique des sols Corine Land Cover (CLC), est marquée par l'importance des forêts et milieux semi-naturels (69,4 % en 2018), une proportion sensiblement équivalente à celle de 1990 (69,2 %). La répartition détaillée en 2018 est la suivante : 
forêts (40,7 %), milieux à végétation arbustive et/ou herbacée (28,6 %), zones urbanisées (18 %), cultures permanentes (9 %), zones agricoles hétérogènes (3,1 %), prairies (0,6 %). L'évolution de l’occupation des sols de la commune et de ses infrastructures peut être observée sur les différentes représentations cartographiques du territoire : la carte de Cassini (XVIIIe siècle), la carte d'état-major (1820-1866) et les cartes ou photos aériennes de l'IGN pour la période actuelle (1950 à aujourd'hui).

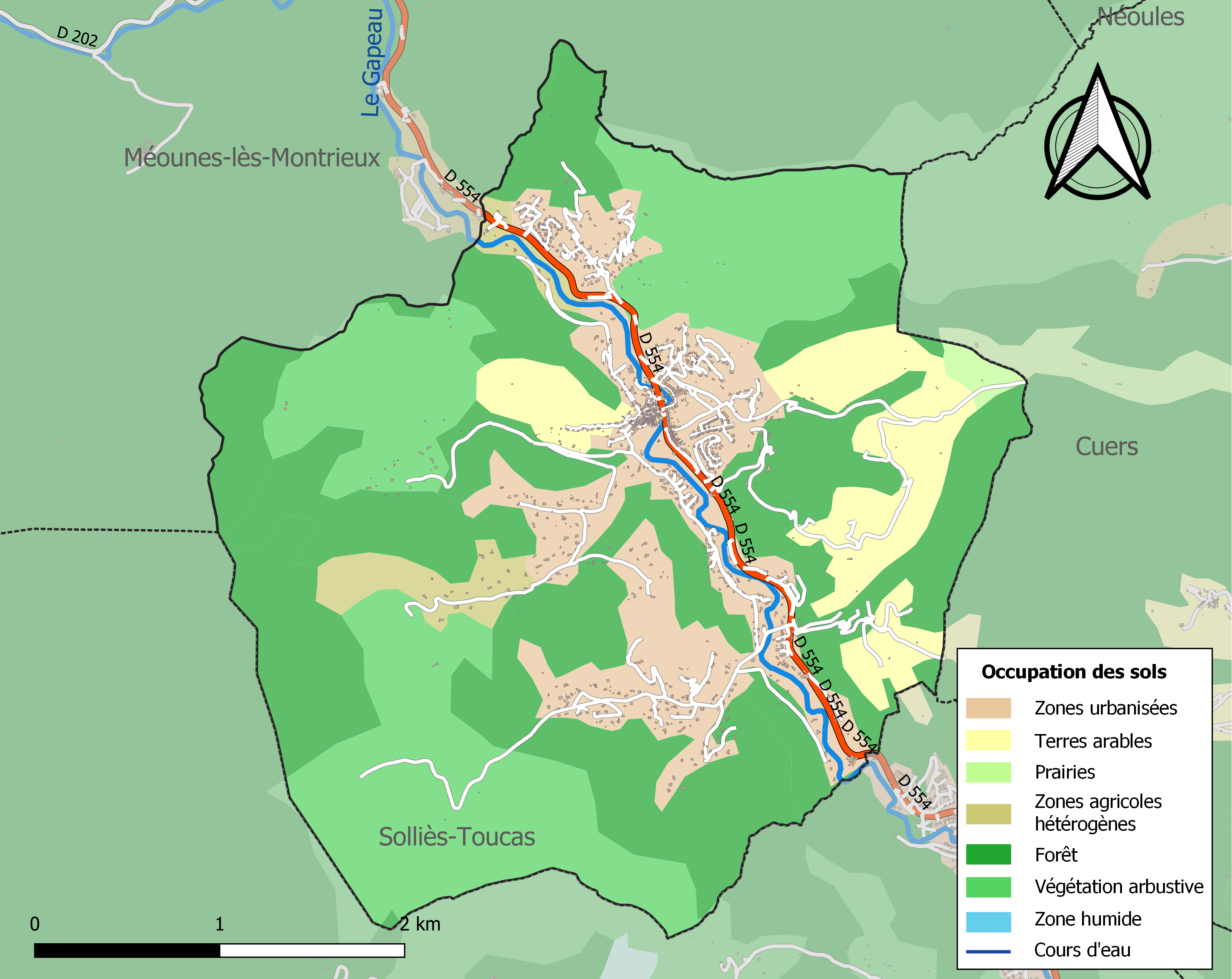
Carte des infrastructures et de l'occupation des sols de la commune en 2018 (CLC).

Belgentier dispose d'un plan local d'urbanisme depuis le 11 décembre 2017, et bénéficie du schéma de cohérence territoriale (SCOT) de Provence Méditerranée.

## Toponymie
Beujanciá en provençal dans la norme classique et Bèujancié dans la norme mistralienne.

## Politique et administration

### Budget et fiscalité 2020
En 2020, le budget de la commune était constitué ainsi :
- total des produits de fonctionnement : 1 733 000 €, soit 704 € par habitant ;
- total des charges de fonctionnement : 1 564 000 €, soit 636 € par habitant ;
- total des ressources d'investissement : 250 000 €, soit 102 € par habitant ;
- total des emplois d'investissement : 268 000 €, soit 109 € par habitant ;
- endettement : 1 470 000 €, soit 597 € par habitant.

Avec les taux de fiscalité suivants :
- taxe d'habitation : 12,50 % ;
- taxe foncière sur les propriétés bâties : 18,50 % ;
- taxe foncière sur les propriétés non bâties : 90,00 % ;
- taxe additionnelle à la taxe foncière sur les propriétés non bâties : 0,00 % ;
- cotisation foncière des entreprises : 0,00 %.

Chiffres clés Revenus et pauvreté des ménages en 2018 : médiane en 2018 du revenu disponible, par unité de consommation : 23 780 €.

### Intercommunalité
Belgentier appartient à la communauté de communes de la Vallée du Gapeau.
La commune est adhérente du syndicat mixte du Parc naturel régional de la Sainte-Baume, créé par décret du 20 décembre 2017.

### Jumelages
- Geschwenda (Allemagne) depuis 2006 ;
- Ringmer (Royaume-Uni) depuis 2011.

## Population et société

### Démographie

#### Évolution démographique
L'évolution du nombre d'habitants est connue à travers les recensements de la population effectués dans la commune depuis 1793. Pour les communes de moins de 10 000 habitants, une enquête de recensement portant sur toute la population est réalisée tous les cinq ans, les populations de référence des années intermédiaires étant quant à elles estimées par interpolation ou extrapolation. Pour la commune, le premier recensement exhaustif entrant dans le cadre du nouveau dispositif a été réalisé en 2006.

En 2022, la commune comptait 2 387 habitants, en évolution de −1,85 % par rapport à 2016 (Var : +4,98 %, France hors Mayotte : +2,11 %).
| 1793  | 1800  | 1806  | 1821  | 1831  | 1836  | 1841  | 1846  | 1851  |
| ----- | ----- | ----- | ----- | ----- | ----- | ----- | ----- | ----- |
| 1 230 | 1 315 | 1 378 | 1 316 | 1 322 | 1 310 | 1 246 | 1 140 | 1 116 |

| 1856  | 1861  | 1866  | 1872  | 1876 | 1881 | 1886 | 1891 | 1896 |
| ----- | ----- | ----- | ----- | ---- | ---- | ---- | ---- | ---- |
| 1 090 | 1 063 | 1 055 | 1 042 | 966  | 884  | 765  | 727  | 771  |

| 1901 | 1906 | 1911 | 1921 | 1926 | 1931 | 1936 | 1946 | 1954 |
| ---- | ---- | ---- | ---- | ---- | ---- | ---- | ---- | ---- |
| 652  | 662  | 676  | 615  | 614  | 548  | 581  | 511  | 587  |

| 1962 | 1968 | 1975 | 1982 | 1990  | 1999  | 2006  | 2011  | 2016  |
| ---- | ---- | ---- | ---- | ----- | ----- | ----- | ----- | ----- |
| 582  | 561  | 690  | 984  | 1 442 | 1 724 | 2 180 | 2 438 | 2 432 |

| 2021  | 2022  | - | - | - | - | - | - | - |
| ----- | ----- | - | - | - | - | - | - | - |
| 2 399 | 2 387 | - | - | - | - | - | - | - |

### Enseignement
Les élèves de Belgentier commencent leurs études à l'école primaire du village. Le collège le plus proche se trouve à Cuers, mais les élèves vont surtout à ceux de Solliès-Pont et La Farlède. Le lycée le plus proche se trouve à La Garde.

### Santé
Deux médecins généralistes et un chirurgien dentiste sont installés à Belgentier. L'hôpital le plus proche est le centre Sainte Musse, à l'est de Toulon, à environ 12 km.
À ce jour, la commune ne compte aucune pharmacie.

### Sports
Le chemin de grande randonnée GR-9, allant de Saint-Amour à Port-Grimaud traverse la commune.
Cinq clubs sportifs sont installés à Belgentier :
- baseball
- football
- karaté
- tennis
- tennis de table.

### Cultes
- L'église Saint-Maur de Belgentier, de culte catholique, dépend du diocèse de Fréjus-Toulon, doyenné de Cuers[34].

## Économie

### Agriculture
L'économie de la commune est notamment dominée par la culture des oliviers. La Belgentiéroise, variété d'olive, tire son nom de la commune.
Une coopérative réunit les cultivateurs de Belgentier .
Une bergerie est également implantée sur la commune.

### Commerces de proximité
Belgentier compte quelques commerces de proximité, dans les secteurs de l'alimentation, et des services :
- une boulangerie
- une boucherie
- une supérette
- un coiffeur
- une maison de la presse
- deux bar-tabacs
- deux restaurants
- une pizzeria

### Artisans et industrie
L'artisanat de la commune est essentiellement centré sur le secteur du BTP.

## Culture locale et patrimoine

### Lieux et monuments
Patrimoine civil :
- Bourg castral de Belgentier[38];
- Bourg castral des Beaumettes[39] ;
- Le château Peiresc[40],[41] inscrit sur l'Inventaire supplémentaire des monuments historiques, demeure du XVIIe siècle[42] ;
- Jardin public[43] classé espace naturel sensible d'environ 2,5 hectares, dénommé parc Peiresc et bordant le Gapeau[44] ;
- Sculpture "Océane"[45] ;
- Musée des santons ;
- Maison du patrimoine[46].

Patrimoine religieux :
- L'église Notre-Dame-de-l'Assomption[47],[48],[49],[50],
  - Cloche de 1692[51],
  - Cloche de 1734[52].
- Ancienne chapelle transformée en habitation[53].
- Monument aux morts[54] : Conflits commémorés : Guerre franco-allemande de 1914-1918.

### Personnalités liées à la commune

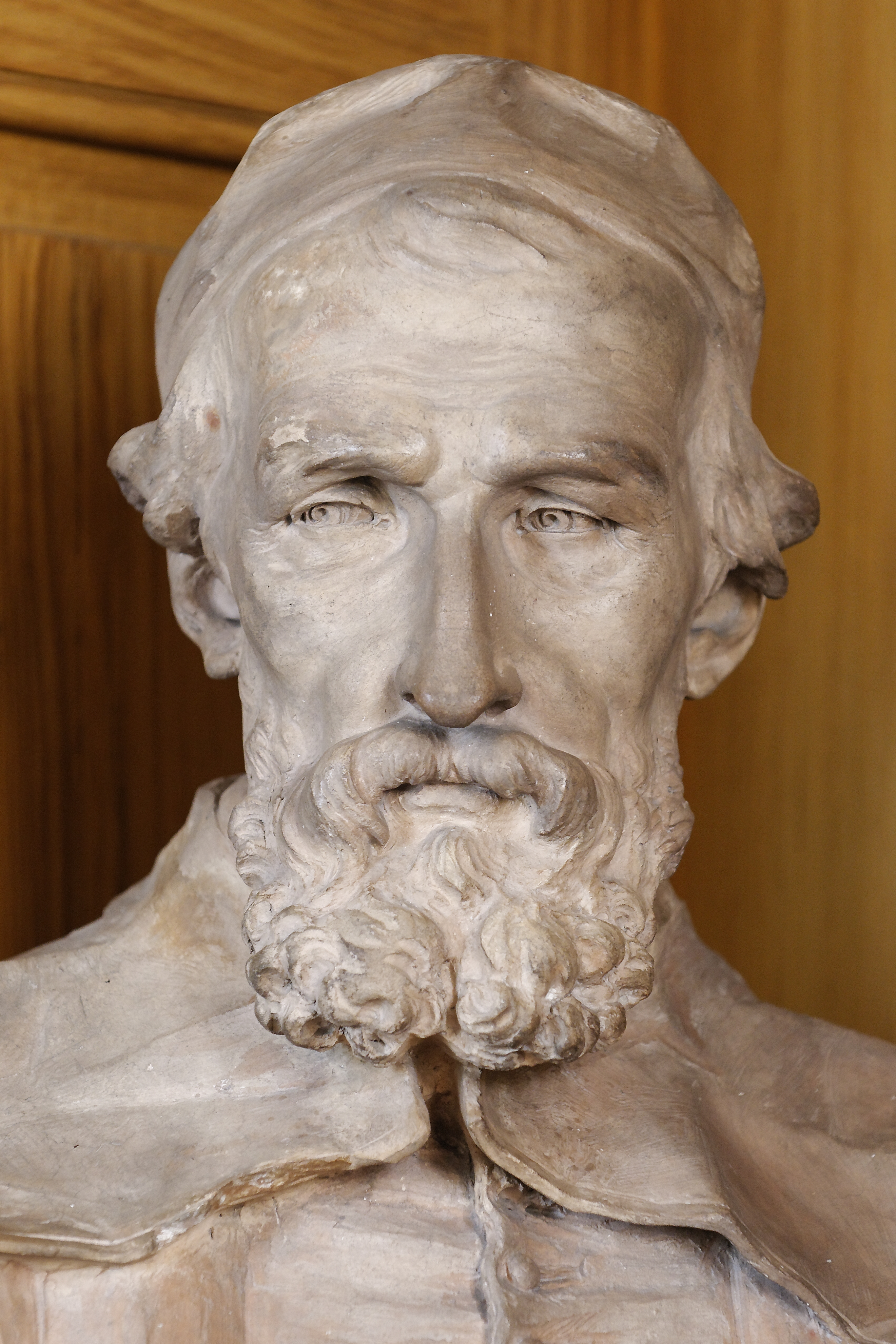
Buste de Nicolas Fabri de Peiresc par Caffieri, bibliothèque Mazarine.

- Belgentier est la patrie de Nicolas-Claude Fabri de Peiresc (1580-1637).
- Mathieu Teisseire, fondateur du sirop éponyme, est né à Belgentier en 1688.
- Étienne Arnaud, Juste parmi les nations.

### Héraldique
|  | Les armoiries de Belgentier se blasonnent ainsi : De gueules à la belette d'argent |